# Augusto Fauvety
Augusto Fauvety (París, 1829 - Adrogué, 26 de marzo de 1887) fue un empresario de origen francés, que tuvo actividad en Uruguay y Argentina. También escribió algunos textos referidos a distintos emprendimientos y áreas productivas, como sericicultura y el sector ganadero.

## Reseña
Algunos de los emprendimientos en los que estuvo involucrado fueron su participación en la instalación de una línea de tranvías entre los actuales barrios montevideanos de Paso Molino y Cerro, y en la primera introducción de alpacas y llamas en Uruguay en 1867.

## Obras
- Cultivo de los gusanos de seda a capullo abierto en las regiones del Plata (Montevideo, 1863)
- Primera introducción de alpacas y llamas en la República Oriental del Uruguay (Montevideo, 1867)